# Tầng Santon
| Hệ/ Kỷ                                | Thống/ Thế   | Bậc/ Kỳ    | Tuổi (Ma) | Tuổi (Ma) |
| ------------------------------------- | ------------ | ---------- | --------- | --------- |
| Paleogen                              | Paleocen     | Đan Mạch   | trẻ hơn   | trẻ hơn   |
| Creta                                 | Thượng /Muộn | Maastricht | 66.0      | 72.1      |
| Creta                                 | Thượng /Muộn | Champagne  | 72.1      | 83.6      |
| Creta                                 | Thượng /Muộn | Santon     | 83.6      | 86.3      |
| Creta                                 | Thượng /Muộn | Cognac     | 86.3      | 89.8      |
| Creta                                 | Thượng /Muộn | Turon      | 89.8      | 93.9      |
| Creta                                 | Thượng /Muộn | Cenoman    | 93.9      | 100.5     |
| Creta                                 | Hạ/Sớm       | Alba       | 100.5     | ~113.0    |
| Creta                                 | Hạ/Sớm       | Apt        | ~113.0    | ~125.0    |
| Creta                                 | Hạ/Sớm       | Barrême    | ~125.0    | ~129.4    |
| Creta                                 | Hạ/Sớm       | Hauterive  | ~129.4    | ~132.9    |
| Creta                                 | Hạ/Sớm       | Valangin   | ~132.9    | ~139.8    |
| Creta                                 | Hạ/Sớm       | Berrias    | ~139.8    | ~145.0    |
| Jura                                  | Thượng /Muộn | Tithon     | già hơn   | già hơn   |
| Phân chia kỷ Creta theo ICS năm 2017. |              |            |           |           |

Tầng Santon là một kỳ trong niên đại địa chất hay một bậc trong địa tầng. Nó thuộc thế Creta muộn hoặc thống Creta trên, có niên đại kéo dài từ ~ 86.3 Ma (Ma: Megaannum, triệu năm trước) tới ~ 83.6 Ma. Tầng Santon theo sau tầng Cognac và đứng trước tầng Champagne.

## Địa tầng
Tầng Santon được đề xuất bởi nhà địa chất học người Pháp Henri Coquand vào năm 1857. Nó được đặt tên dựa theo tên La tinh (Mediolanum Santonum) của quận lỵ Saintes trong khu vực Saintonge, nơi mà khu vực điển hình gốc nằm.
Đáy (móng) tầng Santon được xác định là sự xuất hiện của các loài thân mềm hai mảnh vỏ inoceramid Cladoceramus undulatoplicatus. Đỉnh của nó (đáy của tầng Champagne) được đánh dẫu bằng sự tuyệt chủng của loài huệ biển Marsupites testudinarius. GSSP (mặt cắt tham chiếu chính thức) cho đáy tầng Santon được định nghĩa tại 94,4 m ở ranh giới phía đông của mỏ đá Cantera de Margas, phía nam Olazagutia (Navarra, bắc Tây Ban Nha, tại tọa độ 42°52′5,3″B 2°11′40″T / 42,86667°B 2,19444°T) và được đánh dấu là sự xuất hiện lần đầu tiên của loài động vật hai mảnh vỏ Platyceramus undulatoplicatus.

### Phân chia
Tầng Santon đôi khi được chia thành các phân tầng Hạ, Trung và Thượng. Trong đại dương Tethys tầng Santon cùng niên đại với một đới sinh vật cúc đá (Amonoidea) là Placenticeras polyopsis. Sinh địa tầng dựa trên Inoceramidae, nannoplankton hoặc trùng lỗ (Foraminifera) là chi tiết hơn.

## Cổ sinh vật học

### †Ankylosauria
| Ankylosaurs ở tầng Santon | Ankylosaurs ở tầng Santon | Ankylosaurs ở tầng Santon | Ankylosaurs ở tầng Santon | Ankylosaurs ở tầng Santon |
| Đơn vị phân loại          | Thời gian tồn tại         | Vị trí                    | Đặc điểm                  | Hình ảnh                  |
| ------------------------- | ------------------------- | ------------------------- | ------------------------- | ------------------------- |
| - Hungarosaurus           |                           |                           |                           |                           |
| - Pinacosaurus            |                           |                           |                           |                           |
| - Tsagantegia             |                           |                           |                           |                           |

### Chim (khủng long chân thú biết bay)
| Chim ở tầng Santon | Chim ở tầng Santon | Chim ở tầng Santon | Chim ở tầng Santon | Chim ở tầng Santon |
| Đơn vị phân loại   | Thời gian tồn tại  | Vị trí             | Đặc điểm           | Hình ảnh           |
| ------------------ | ------------------ | ------------------ | ------------------ | ------------------ |
| †Apatornis         |                    |                    |                    |                    |
| †Neuquenornis      |                    |                    |                    |                    |
| †Parahesperornis   |                    |                    |                    |                    |
| †Patagopteryx      |                    |                    |                    |                    |

### Cá sụn
| Cá sụn ở tầng Santon  | Cá sụn ở tầng Santon | Cá sụn ở tầng Santon | Cá sụn ở tầng Santon | Cá sụn ở tầng Santon |
| Đơn vị phân loại      | Thời gian tồn tại    | Vị trí               | Đặc điểm             | Hình ảnh             |
| --------------------- | -------------------- | -------------------- | -------------------- | -------------------- |
| - †Hexanchus microdon |                      |                      |                      |                      |
| - †Notidanodon        |                      |                      |                      |                      |
| - †Notidanoides       |                      |                      |                      |                      |

### †Ceratopsia
| Ceratopsia ở tầng Santon | Ceratopsia ở tầng Santon | Ceratopsia ở tầng Santon | Ceratopsia ở tầng Santon | Ceratopsia ở tầng Santon |
| Đơn vị phân loại         | Thời gian tồn tại        | Vị trí                   | Đặc điểm                 | Hình ảnh                 |
| ------------------------ | ------------------------ | ------------------------ | ------------------------ | ------------------------ |
| - Craspedodon            |                          |                          |                          |                          |
| - Graciliceratops        |                          |                          |                          |                          |
| - Udanoceratops          |                          |                          |                          |                          |

### Crocodylomorpha
| Crocodylomorpha ở tầng Santon | Crocodylomorpha ở tầng Santon | Crocodylomorpha ở tầng Santon | Crocodylomorpha ở tầng Santon | Crocodylomorpha ở tầng Santon |
| Đơn vị phân loại              | Thời gian tồn tại             | Vị trí                        | Đặc điểm                      | Hình ảnh                      |
| ----------------------------- | ----------------------------- | ----------------------------- | ----------------------------- | ----------------------------- |
| - †Notosuchus                 |                               |                               |                               |                               |
| - †Shamosuchus                |                               |                               |                               |                               |

### Thú
| Thú ở tầng Santon                          | Thú ở tầng Santon | Thú ở tầng Santon | Thú ở tầng Santon | Thú ở tầng Santon |
| Đơn vị phân loại                           | Thời gian tồn tại | Vị trí            | Đặc điểm          | Hình ảnh          |
| ------------------------------------------ | ----------------- | ----------------- | ----------------- | ----------------- |
| - Paracimexomys 1. †Paracimexomys magister |                   |                   |                   |                   |

### †Ornithopoda
| Ornithopoda ở tầng Santon | Ornithopoda ở tầng Santon | Ornithopoda ở tầng Santon | Ornithopoda ở tầng Santon | Ornithopoda ở tầng Santon |
| Đơn vị phân loại          | Thời gian tồn tại         | Vị trí                    | Đặc điểm                  | Hình ảnh                  |
| ------------------------- | ------------------------- | ------------------------- | ------------------------- | ------------------------- |
| - †Arstanosaurus          |                           |                           |                           |                           |
| - †Claosaurus             |                           |                           |                           |                           |
| - †Gryposaurus            |                           |                           |                           |                           |
| - †Nipponosaurus          |                           |                           |                           |                           |

### †Plesiosauria
| Plesiosauria ở tầng Santon | Plesiosauria ở tầng Santon                     | Plesiosauria ở tầng Santon       | Plesiosauria ở tầng Santon | Plesiosauria ở tầng Santon |
| Đơn vị phân loại           | Thời gian tồn tại                              | Vị trí                           | Đặc điểm                   | Hình ảnh                   |
| -------------------------- | ---------------------------------------------- | -------------------------------- | -------------------------- | -------------------------- |
| - †Dolichorhynchops        | D. osborni (từ tầng Cognac tới tầng Champagne) | Fort Hays Limestone, Kansas, USA |                            |                            |

### †Pterosauria
| Pterosauria ở tầng Santon | Pterosauria ở tầng Santon | Pterosauria ở tầng Santon | Pterosauria ở tầng Santon | Pterosauria ở tầng Santon |
| Đơn vị phân loại          | Thời gian tồn tại         | Vị trí                    | Đặc điểm                  | Hình ảnh                  |
| ------------------------- | ------------------------- | ------------------------- | ------------------------- | ------------------------- |
| - †Aralazhdarcho          |                           |                           |                           |                           |
| - †Caiuajara              |                           |                           |                           |                           |
| - †Bakonydraco            |                           |                           |                           |                           |
| - †Samrukia               |                           |                           |                           |                           |

### †Sauropoda
| Sauropods ở tầng Santon | Sauropods ở tầng Santon | Sauropods ở tầng Santon | Sauropods ở tầng Santon | Sauropods ở tầng Santon |
| Đơn vị phân loại        | Thời gian tồn tại       | Vị trí                  | Đặc điểm                | Hình ảnh                |
| ----------------------- | ----------------------- | ----------------------- | ----------------------- | ----------------------- |
| - †Quaesitosaurus       |                         |                         |                         |                         |

### Bò sát có vảy
| Bò sát có vảy ở tầng Santon              | Bò sát có vảy ở tầng Santon | Bò sát có vảy ở tầng Santon | Bò sát có vảy ở tầng Santon | Bò sát có vảy ở tầng Santon |
| Đơn vị phân loại                         | Thời gian tồn tại           | Vị trí                      | Đặc điểm                    | Hình ảnh                    |
| ---------------------------------------- | --------------------------- | --------------------------- | --------------------------- | --------------------------- |
| †Eonatator                               |                             |                             |                             |                             |
| - Madtsoia 1. †Madtsoia madagascariensis |                             |                             |                             |                             |
| †Pannoniasaurus                          |                             |                             |                             |                             |
| †Tylosaurus                              |                             |                             |                             |                             |

### †Theropoda (phi chim)
| Theropoda phi chim ở tầng Santon | Theropoda phi chim ở tầng Santon | Theropoda phi chim ở tầng Santon | Theropoda phi chim ở tầng Santon | Theropoda phi chim ở tầng Santon |
| Đơn vị phân loại                 | Thời gian tồn tại                | Vị trí                           | Đặc điểm                         | Hình ảnh                         |
| -------------------------------- | -------------------------------- | -------------------------------- | -------------------------------- | -------------------------------- |
| †Achillesaurus                   |                                  |                                  |                                  |                                  |
| †Achillobator                    |                                  |                                  |                                  |                                  |
| †Alectrosaurus                   |                                  |                                  |                                  |                                  |
| †Aucasaurus                      |                                  |                                  |                                  |                                  |

### Thực vật
- Magnoliopsida: Thực vật hai lá mầm
  - Droseraceae: †Palaeoaldrovanda